# Software de rastreo de dispositivos
Un Software de rastreo de dispositivos (en inglés: device tracking software) es un tipo de programa informático diseñado para recolectar información necesaria para la localización de un dispositivo hurtado o desaparecido. Estos programas utilizan la Internet para enviar reportes de la ubicación del equipo. Entre la información que es reportada está la IP de la conexión a Internet, fotografías del ladrón (si el dispositivo cuenta con una webcam) y un pantallazo que muestra los programas o actividades que se están realizando.